# Iuliacum

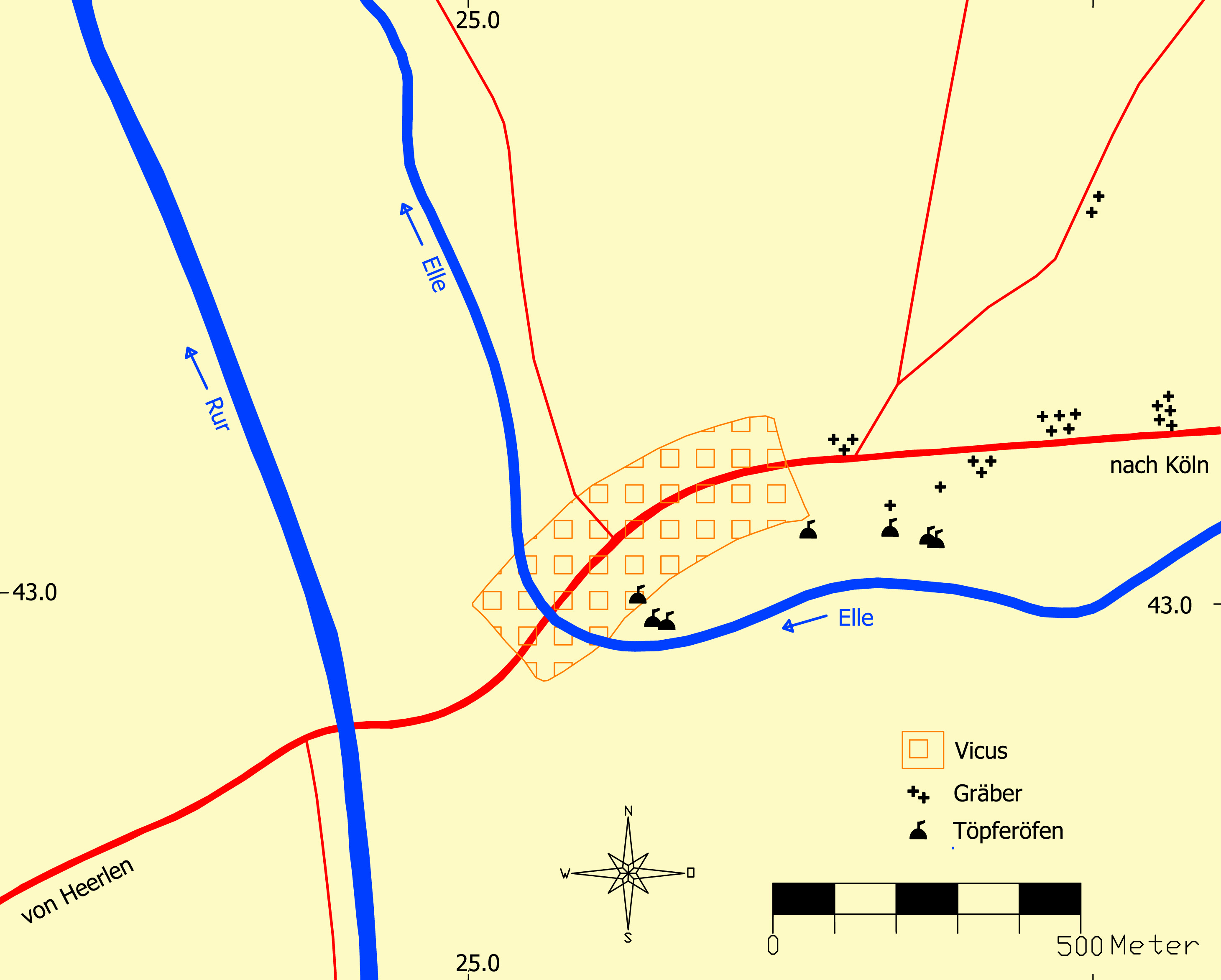
Schematisierte Darstellung des vicus iuliacum im 1.–3. Jh. n. Chr. (Umzeichnung nach Tholen, 1975)

Darstellung Jülichs auf der Peutingerschen Tafel (rot markiert)

Iuliacum ist der römische Name für das heutige Jülich (im Kreis Düren in Nordrhein-Westfalen). Der vicus ist auf der Tabula Peutingeriana als erstes Etappenziel von Köln aus kommend an der Straße nach Tongern (Atuatuca) gelegen verzeichnet. Die Fernstraße von Köln nach Boulogne-sur-Mer stellt eine der Hauptverbindungswege in den Nordwestprovinzen dar und wurde schon früh in augusteischer Zeit angelegt.

## Lage
An der Stelle des heutigen Jülichs verengt sich der Fluss Rur. Auf beiden Seiten links und rechts der Rur bündeln sich in römischer Zeit Straßen und Wege und treffen auf die Hauptstraße, um an dieser idealen Stelle den Fluss zu queren. Nur 30 Kilometer vor den Toren des römischen Köln, also eine Tageswegstrecke, war hier ein denkbar günstiger Flecken für eine Ansiedlung. Diese entstand jedoch nicht unmittelbar an der Rur, sondern in einer Kehre des Ellebachs, etwa 300 Meter östlich des eigentlichen Rurübergangs.

## Namengebung
Die Namensgebung Iuliacum lässt auf eine Claudisch-Iulianische Gründung im ersten Jahrhundert schließen. Der erste Bestandteil Iuli- stellt den lateinischen Namen Iulius (Jūlius) dar und das zweite Element -(i)acum ist das keltische Suffix *-(i)akon im Sinne von „Besitz, Eigentum“, das heißt nämlich „Besitz des Julius“. Die -ich Ortsnamenendung im deutschsprachigen Raum hat meistens diesen Ursprung. Es entspricht den häufigen Juliacum Frankreichs, wie z. B. Juillé (Sarthe, Juliacum um 1082), Juilly (Côte-d'Or, Juliacum 1276), Jully (Yonne, Juliacum 1145) usw.
In der älteren Literatur wird diese Ortsbezeichnung auch gerne als Indiz für eine Gründung durch Gaius Iulius Caesar selbst angenommen. Diese These ist durch die moderne Forschung widerlegt. Auch hatte der vicus offenbar einen rein zivilen Charakter. Funde römischer Ziegel mit Stempeln von Truppenteilen, wie zum Beispiel der Rheinflotte sind im zivilen Kontext nicht ungewöhnlich, denn die Ziegel wurden überwiegend vom Militär hergestellt und gehandelt.

## Topographie

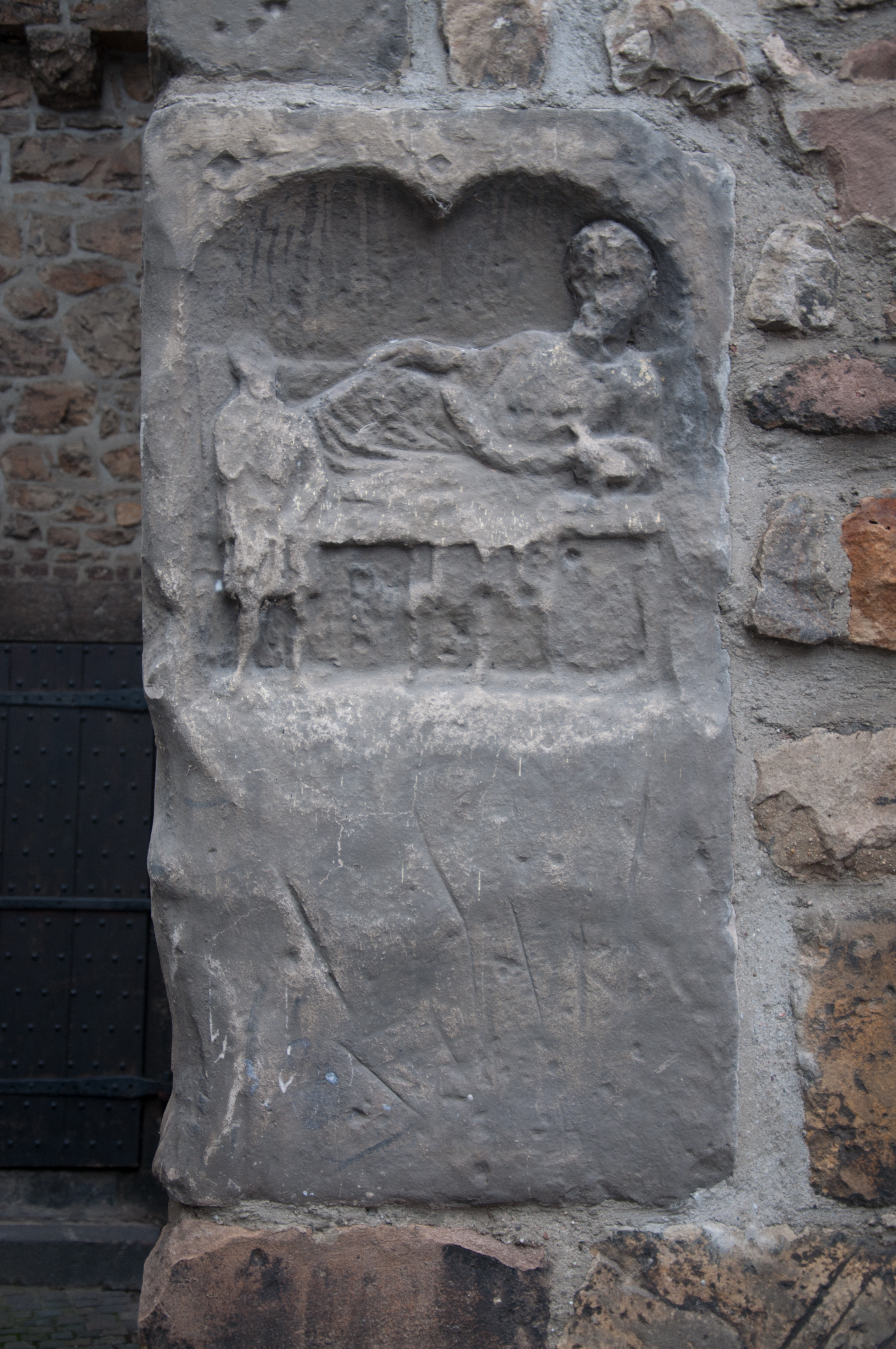
Sekundär verwendeter römischer Grabstein am Hexenturm in Jülich (Kopie)

Etwa einen Kilometer nördlich des vicus befand sich im 1. Jahrhundert eine Töpfersiedlung.
Der Ort Iuliacum selbst war links und rechts von der Straße in Streifenhaustechnik angelegt. Die schmale Giebelseite war zur Straße gerichtet. Auf diese Weise konnten möglichst viele Häuser des vicus entlang der Straße errichtet werden.
Eine bei Bauarbeiten gefundene Wasserleitung führte zu einem Gebäude, auf dessen Grundmauern heute die Propsteikirche steht. Dieses Gebäude südlich der Römerstraße weist eine von den Streifenhäusern abweichende, um fast 90 Grad gedrehte Orientierung auf. Möglicherweise existierte hier eine Thermenanlage.
An der nach Köln führenden Straße wurden mehrfach Ausschnitte des Vicusgräberfeldes mit früh- bis mittelkaiserzeitlichen Brandgräbern und spätantiken Körperbestattungen aufgedeckt.
Ein bedeutender Fund aus dem vicus ist das Fragment der Basis einer Jupitersäule aus dem 2. Jahrhundert. Die Inschrift auf der Vorderseite weist das Objekt als Weihung an Iupiter Optimus Maximus aus, das von den vicani iuliacenses, den Einwohnern Iuliacums, gestiftet worden war. Diese Inschrift belegt nicht nur den vicus in Jülich als den Ort Iuliacum, er bezeugt auch, dass dessen Einwohner ein Gemeinschaftsgefühl als vicani besaßen. Unterhalb des Schriftzuges war das Relief eines Eichenlaubkranzes angebracht. An dem Basisfragment ist weiterhin ein Teil des Dekors der rechten Seite erhalten. Hier befand sich ein Halbrelief mit der Darstellung einer behelmten Minerva, der Göttin der Weisheit und Schutzpatronin der Händler und Gewerbetreibenden. Das Abbild der Minerva an dieser zentralen Stelle könnte einen Hinweis auf den gewerblichen Charakter der Siedlung geben.
In Jülich kann für die Spätantike an mehreren Stellen ein Zerstörungshorizont durch Brandeinwirkung nachgewiesen werden. Die zerstörten Steingebäude wurden hiernach in Fachwerktechnik wieder aufgebaut. Die Ausdehnung des Ortes wurde auf ein Drittel der vorherigen Größe beschränkt und erhielt eine Wehrmauer in der Form eines 12-eckigen Polygons. Der Verlauf der Fernstraße wurde nördlich um die Umwehrung herumgeführt. Ein Verteidigungsgraben konnte bislang nicht archäologisch nachgewiesen werden, auch wenn verschiedene Rekonstruktionsversuche einen solchen annehmen. In der Forschung hielt sich lange die Meinung, dass Iuliacum bereits a priori als Viereckskastell vom Typ Saalburg angelegt worden war. Man vermutete eine Gründung des Kastells als Folge des Bataveraufstandes nach 70 n. Chr. durch die Legio VI Victrix. Die Funde von Ziegeln mit Legionsstempeln sowie von Matronenweihesteinen schienen diese Annahme zu untermauern.
Die gründlicheren Untersuchungen der letzten Jahre widerlegen diese These hinreichend. Das mittlerweile vorhandene Fundspektrum setzt bereits in der ersten Hälfte des 1. Jahrhunderts ein. Auch zeigen einige Aufschlüsse eine Überlagerung der Fundamente von Streifenhäusern durch die Kastellmauer. Die eigentliche Siedlung muss demnach zwingend bereits vor der Fortifikation bestanden haben. Auch streuen die Siedlungsanzeiger über die Grenzen der Umwehrung hinaus.
Nun liegt die Vermutung nahe, dass Iuliacum bei den Germaneneinfällen um 275/76 zerstört und anschließend befestigt wieder aufgebaut wurde. Neuere Ergebnisse lassen hieran jedoch zweifeln. Analogieschlüsse zu baugleichen Verteidigungsanlagen beispielsweise in Jünkerath (Icorigium), Bitburg (Beda vicus) oder Neumagen (Noviomagus) ließen bislang eine Entstehung der Befestigung Anfang des 4. Jahrhunderts annehmen, also etwa eine Generation nach den Germaneneinfällen. Ein Münzfund aus dem Estrich eines zur Kastellanlage gehörenden Gebäudes gibt für dessen Errichtung allerdings ein Datum post quem um 340 vor, also mehr als 70 Jahre nach der Germanenbedrohung.
Die Gründe für die Fortifikation Iuliacums sind demnach nicht in den Germaneneinfällen zu suchen. Vermutlich stehen sie vielmehr im Zusammenhang mit dem sukzessiven Abzug der römischen Truppen von der Rheingrenze und dessen allmählicher Aufgabe.

## Kontinuität ins Frühmittelalter
Der vicus Iuliacum bestand jedoch noch nach dem Abzug der römischen Truppen weiter. Die Nekropole östlich der Siedlung an der Fernstraße nach Köln weist eine Belegung bis weit ins 5. Jahrhundert hin auf. In der Spätantike wird ein weiterer Bestattungsplatz nördlich des Kastells angelegt, der kontinuierlich bis ins Frühmittelalter benutzt wurde. Die Beigaben der Toten zeigen eine zunehmende Präsenz germanischer Bevölkerungsteile. Hierbei handelt es möglicherweise um Söldner oder Föderaten.
Die starke Befestigung Iuliacums sicherte demnach einer städtischen Bevölkerung das Überleben bis in die Merowingerzeit und darüber hinaus.

## Denkmalschutz
Der Bereich des vicus ist ein nach dem Denkmalschutzgesetz geschütztes Bodendenkmal. Nachforschungen und gezieltes Sammeln von Funden sind genehmigungspflichtig, mögliche Zufallsfunde an die Denkmalbehörden zu melden.